# Jochen Poetter
Jochen Poetter (* 1943 in Berlin) ist ein deutscher Kunsthistoriker, Museumsleiter und Kurator.

## Leben und Werke
Nach Stationen im Lenbachhaus (München), am Museum Villa Stuck (München), und an der Staatlichen Kunsthalle Baden-Baden war er Direktor des Ludwig-Museums in Köln.
Mit seinem Konzept zur Ausstellung "I Love New York – Crossover der Aktuellen Kunst" (1998) konnte er die Jury des vom Tabak- und Lebensmittelhersteller Philip Morris initiierten Kunstwettbewerbs ProSpektiv für sich gewinnen und damit die Finanzierung seiner Ausstellung ermöglichen.
Als Direktor des Museums Ludwig versuchte Poetter Musik, Kunst und Literatur unter einem Dach zu vereinen, um einen Dialog gerade durch die Unterstützung interdisziplinärer Künstler zu unterstützen. Poetters Museumskonzept war offen für alle Formen und Richtungen der Kunst, Poetter versteht Kunst als internationale Sprache, deren Kommunikationscharakter und Internationalität es umzusetzen gilt. Poetter versuchte dieses Konzept für das Museum Ludwig finanziell unterstützt von Irene Ludwig, aber auch gefördert durch Ankäufe der Stadt Köln, in den neuen Ausstellungshallen im rechtsrheinischen Stadtteil Kalk umzusetzen.
„Die Architektur des Gebäudes schafft seine eigene Ordnung und seinen eigenen Rhythmus. Sie kommen in eine helle Halle hinein und die Treppen führen direkt durch den Raum und nach oben, so dass sie schon einen Teil der Ausstellung sehen können. Sie betrachten die Kunst, sie schauen aus dem Fenster und sie können die Leute auf der Straße sehen. Das ist der erste Eindruck des Benutzers. Sie oder er kommen nicht in einen heiligen Tempel der Kunst, sondern in ein Haus, welches offen und kommunikativ ist. Die Leute geniesses es hier zu sein.“
Im Jahr 2000 wurde er durch die Wahl von Kasper König als nachfolgenden Direktor des Museum Ludwig in Köln von seinem Amt entlassen.

## Veröffentlichungen
- Kunst im 20. Jahrhundert. DuMont-Literatur-und-Kunst-Verlag, Köln 2004, ISBN 3-8321-7603-9 (DuMont-Schnellkurs)
- Donald Judd, Jochen Poetter, Rosemarie E Pahlke, Staatliche Kunsthalle Baden-Baden.; et al. Donald Judd : [Ausstellung], Staatliche Kunsthalle Baden-Baden. 27. August bis 15. Oktober 1989., Stuttgart-Bad Cannstatt : Ed. Cantz, [1989], ISBN 3893221689